# Франценсбург (замок)
Франценсбург (нем. Franzensburg) — дворцово-замковый комплекс в ярмарочной коммуне Лаксенбург в округе Мёдлинг в земле Нижняя Австрия. Сооружение воздвигнуто в период  между 1801 и 1836 годами в духе старинного средневекового замка и названо в честь тогдашнего императора Австрии Франца II. Монарх хотел возвести роскошную резиденцию на искусственном острове на специально выкопанном пруду посреди обширного парка. Причём Франценсбург должен был стать центром целой группы объектов, как старинных, так и специально построенных. Этот дворцово-парковый комплекс получил название «Замки Лаксенбурга». Сам Франценсбург должен был стать собранием коллекций из разнообразных произведений искусства, принадлежащих семье Габсбургов. По своему типу относится к замкам на воде.

## История

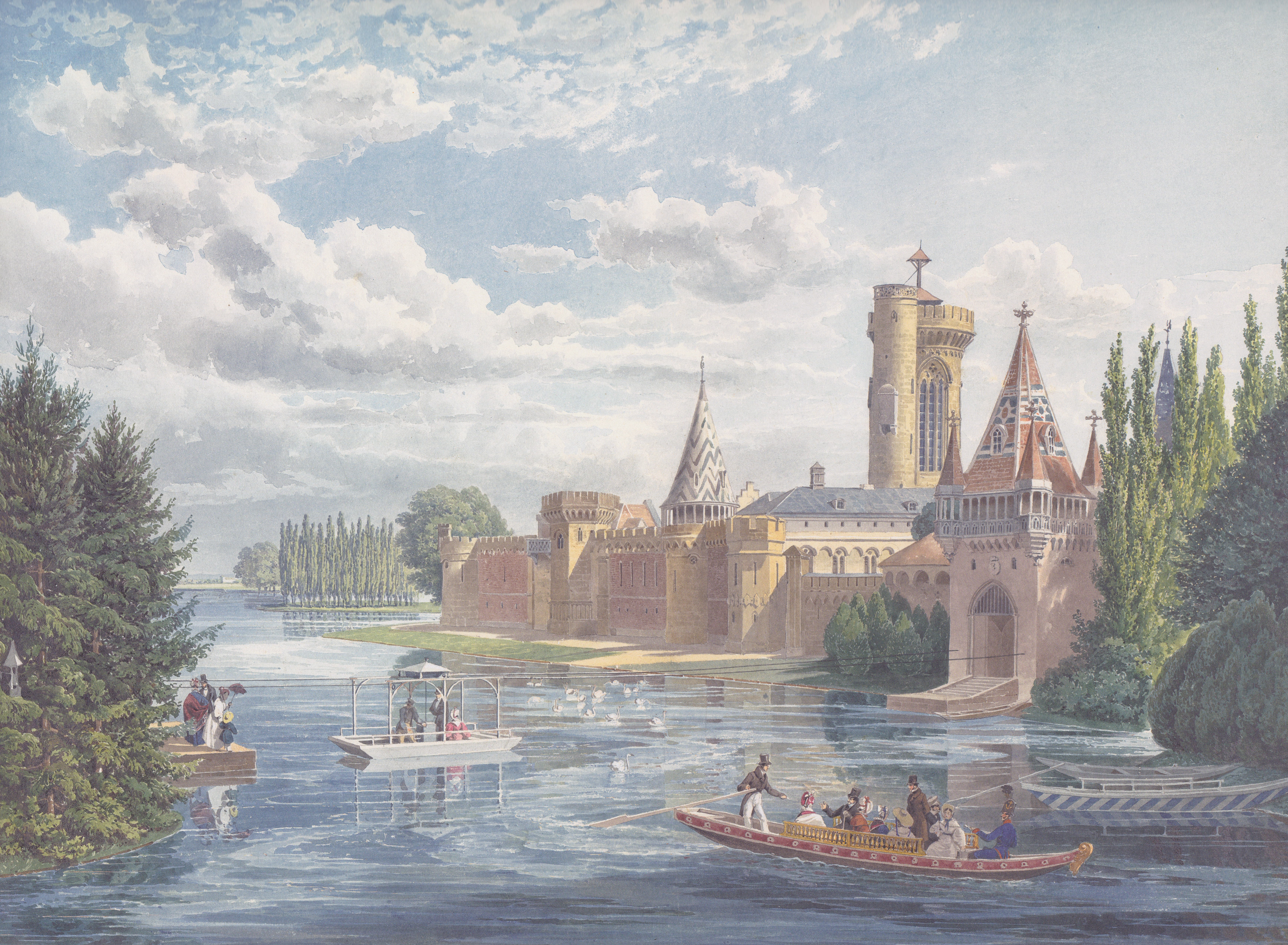
Замок на картине 1838 года

### XIX век
Замок спроектировал по заказу императора придворный архитектор Йоханн Фердинанд Хетцендорф фон Хоэнберг. Он запланировал комплекс из двух основных частей: жилой резиденции (рыцарский замок) и музея (Кнаппенбург). Франценсбург стал одним из первых объектов, который возводился в виде средневекового сооружения. Таким образом, комплекс сыграл важную роль в создании целого направления в архитектуре, получившего название «историзм». 
Архитектор при строительстве Франценсбурга использовал крупные фрагменты сохранившихся средневековых зданий. В частности, части приходской церкви в Монастыре Хайлигенкройц, снесённой во эпоху Иосифизма. Кроме этого, в комплекс были также интегрированы фрагменты капеллы Специоза в Клостернойбурге, одного из первых зданий в готическом стиле в Дунайском регионе.
Замок начали строить в то время, когда к югу от Вены началось производство качественного кирпича. Поскольку цена на этот стройматериал показалась императору слишком высокой, он принял необычное решение: быстро осуществил покупку кирпичного завода в поселении Фёзендорф, а также одноимённый замок, который стал использоваться как административно-производственный центр.

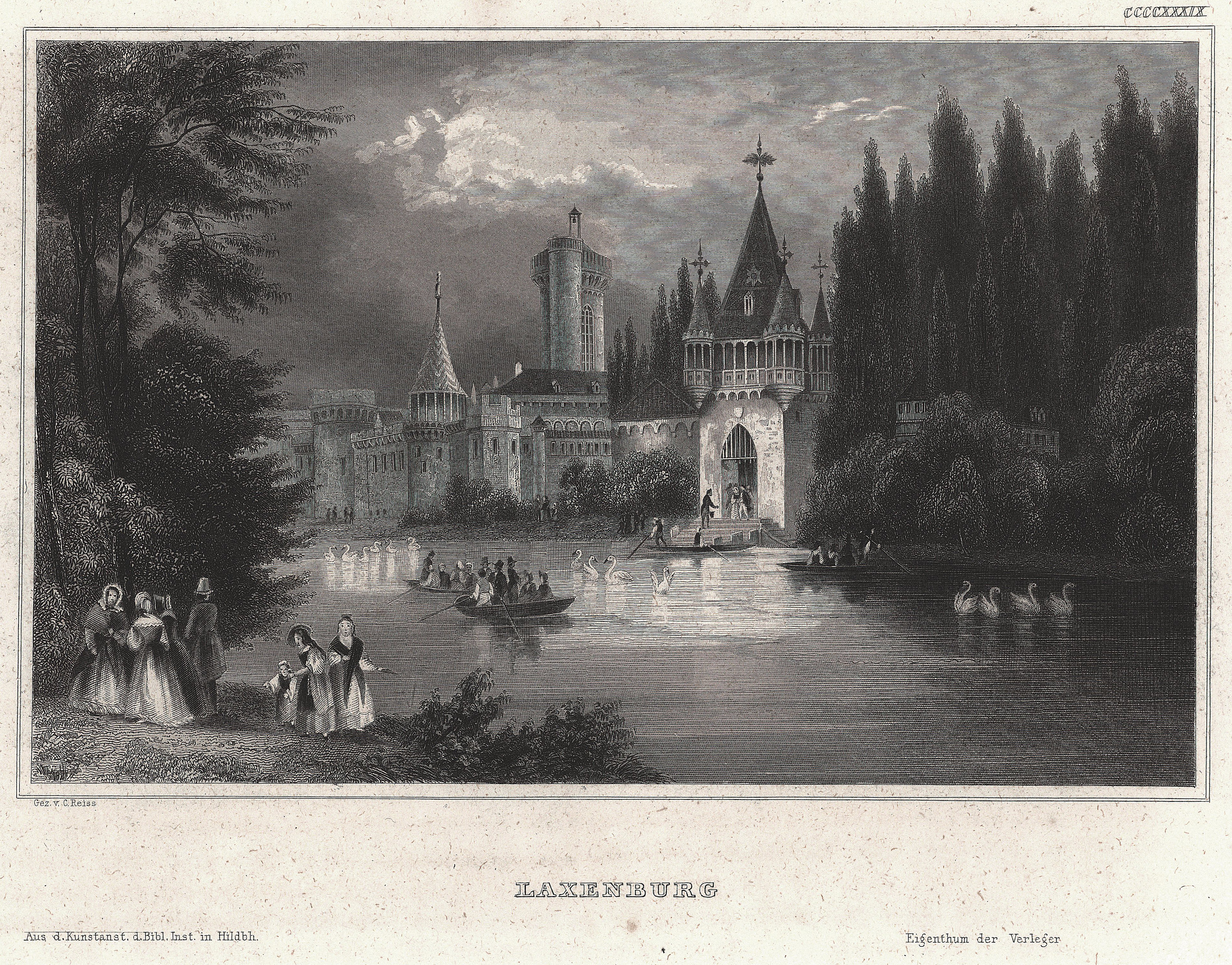
Замок на рисунке 1843 года

Уже в 1806 году был открыто паромное сообщение, позволявшее переплывать через пруд на западный берег острова к строящемуся замку. Эта переправа функционирует до сих пор и имеет лицензию судоходной компании. Зимой через водоём возводят деревянный мост. Позднее от восточной стороны острова к суше построили стационарный каменный мост.
Строительство замка было прервано в эпоху Наполеоновских войн в 1805 году после поражения австрийской армии. Через 10 лет силы антинаполеоновской коалиции одержали победу над Францией. Работы в Франценсбурге возобновились и продолжались ещё более двух десятилетий. В 1836 году строительство завершилось. Франц II совсем немного не дожил до этого события.

### XX век
В 1918 году после поражения в Первой мировой войны Австро-Венгерская империя рухнула. Вся собственность Габсбургов была конфискована, а представителям свергнутой династии было запрещено приезжать в Австрийскую республику. Франценсбург был объявлен общенациональным достоянием и с тех пор действовал как общедоступный музейный комплекс.

### XXI век
В 2003 году состоялось торжественно открытие замка, который до этого находился на реставрации. В мероприятии пригласили принять участие Отто фон Габсбурга, прямого потомка основателя Франценсбурга. 

## Замковый парк

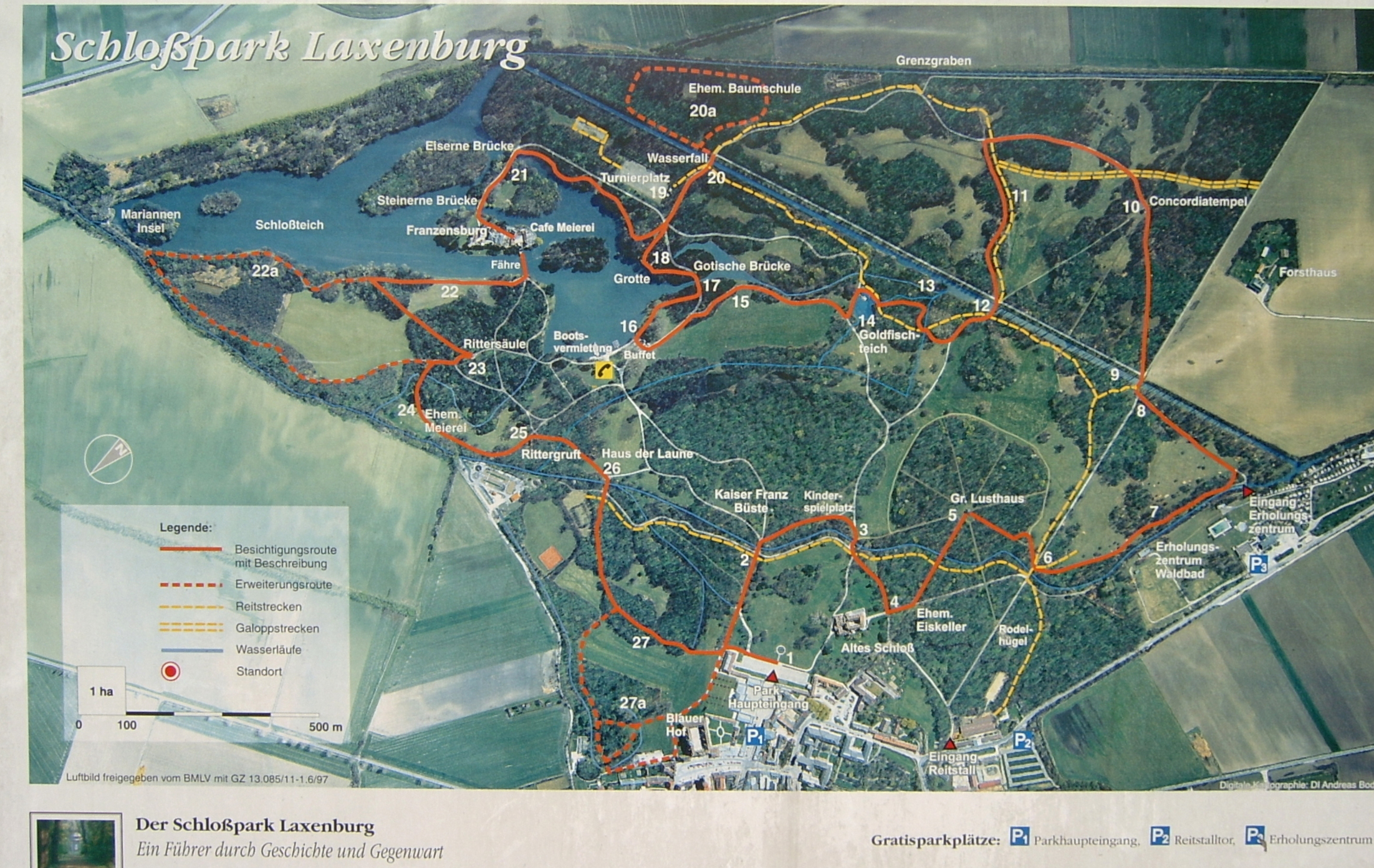
План парка

Замок и окружающий его пруд окружены огромным замковым парком. Его общая площадь составляет 250 гектаров. Причём он был спроектирован в конце XVIII века, когда ещё не было конкретного плана Франценсбурга. В качестве образца для парка стали английские пейзажные сады. Здесь есть настоящие леса, луга, прокопано несколько каналов, создано турнирное поле, а также возведено несколько построек: Храм Согласия, Рыцарская колонна, Дом удовольствий и другие.
Сегодня парк открыт для всех желающих и является популярным местом прогулок. В летнее время на пруду можно арендовать гребные и электрические лодки. По парку проводятся отдельные экскурсии.

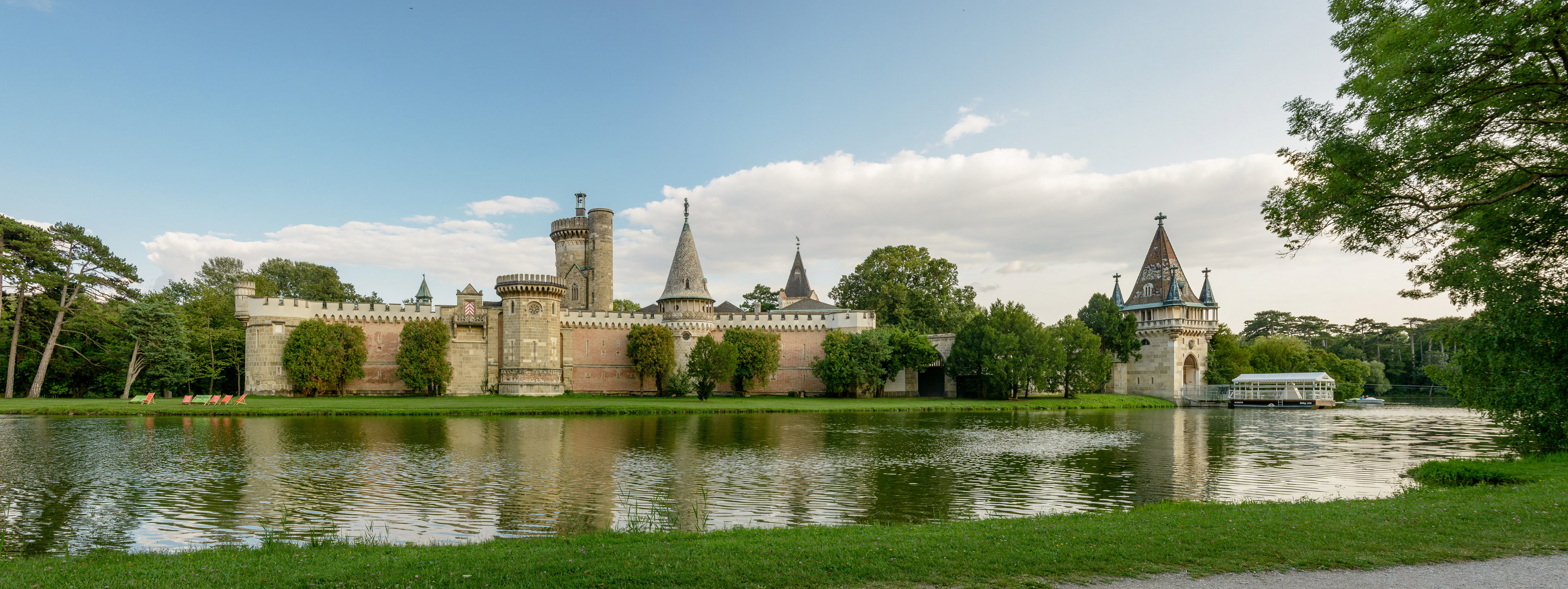
Панорамный снимок замка Франценсбург

## Современное использование
Посещение замка платное. Здесь круглый год проводятся экскурсии, а в летнее время организуются театральные представления. Франценсбург имеет особый Знак качества, которым отмечают особо значимые музеи Австрии.

## Описание замка
Замок представляет собой несколько разноэтажных сооружений, объединённых переходами и галереями. С западной стороны комплекс выглядит как настоящая средневековая крепость с высокой зубчатой стеной и оборонительными башнями. С восточной стороны к нему примыкает высокая смотровая башня.
Большинство помещений доступны для посетителей и используются для экспозиции обширной коллекции. Самыми известными являются:

### Оружейный зал
В этом помещении, помимо прочего, примечательный потолок, на котором размещены красочные щиты с гербами 44 австрийских земель и провинций.

### Габсбургский зал
Во Франценсбурге находится половина императорских статуй работы знаменитого скульптора Пауля Штруделя. Все они представлены Габсбургском зале (другая половина находится в бывшей императорской библиотеке в Вене). 

### Лотарингский зал
В этом помещении картины можно увидеть портреты императоров, правивших после Франца II. Они сгруппированы вокруг изображения основателя замка, написанного Леопольдом Купельвизером. Здесь также находятся работы кисти таких масетров, как Фердинанд Георг Вальдмюллер и Фридриху фон Амерлинг.

### Луизенциммер
В данном помещении примечательна роспись на потолке, две дверные панели тонкой отделки и двери замка Раппоттенштайн, созданные примерно в 1600 году.

## Галерея

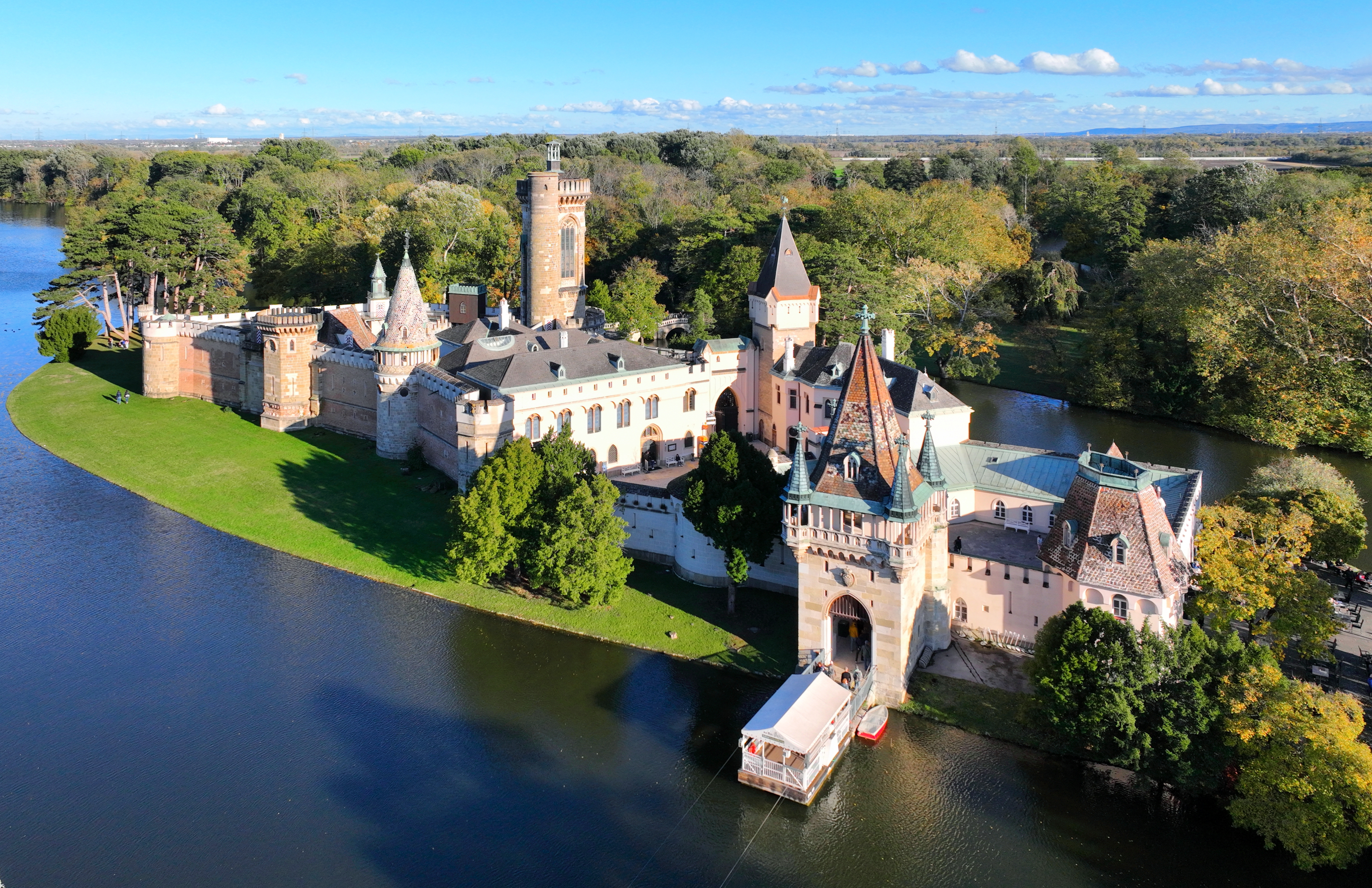
Замок с высоты птичьего полёта
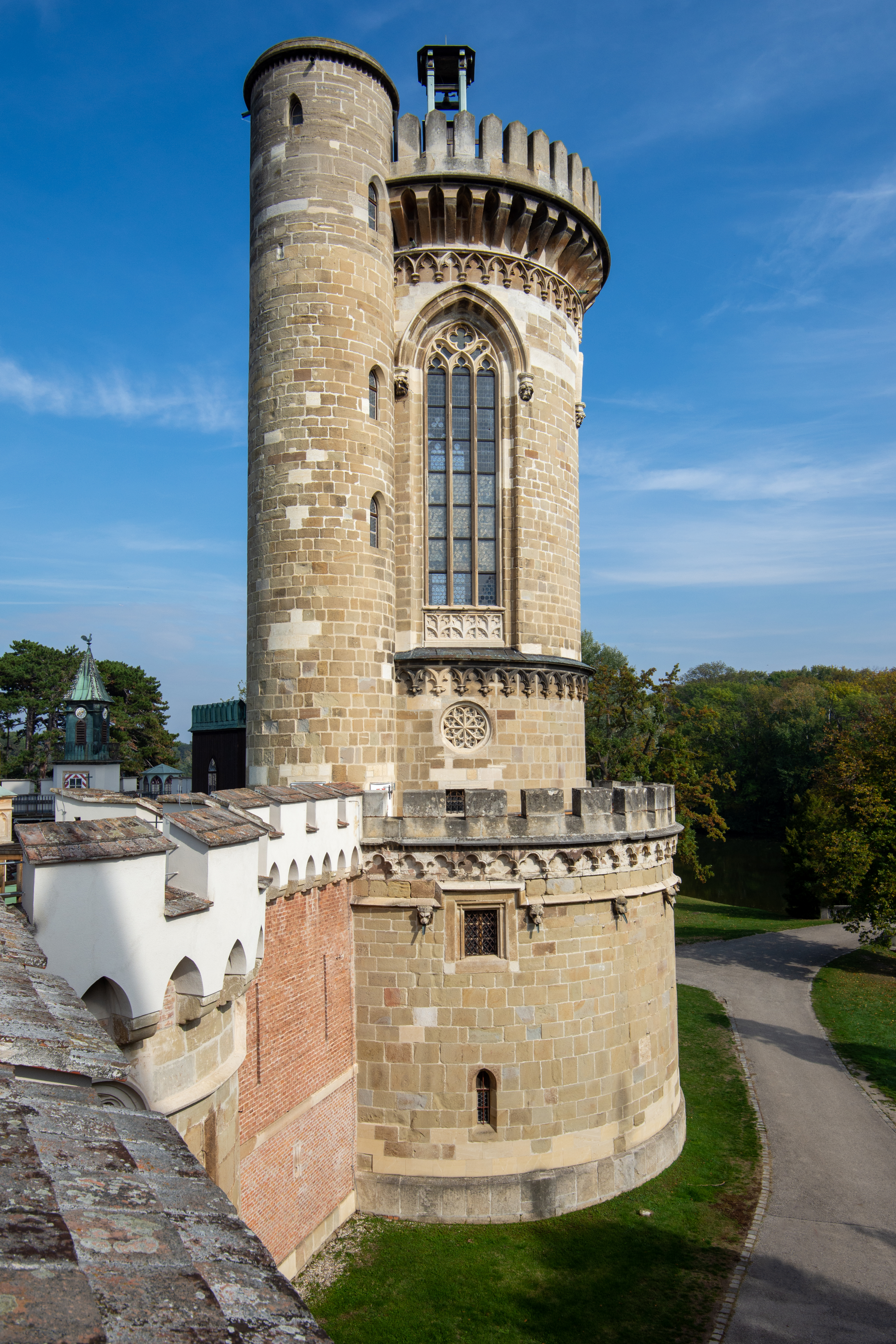
Восточная башня
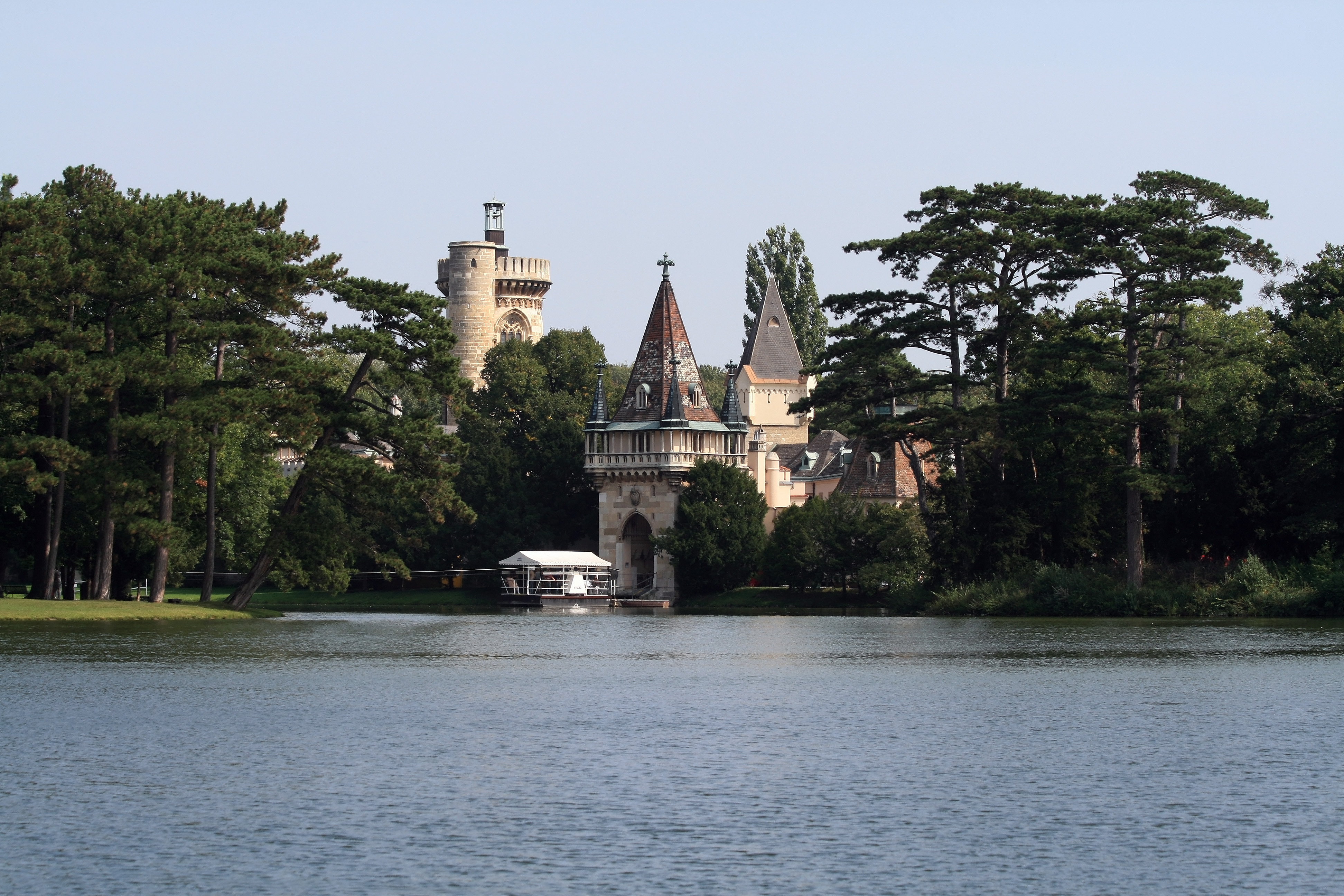
Западный фасад Франценсбурга
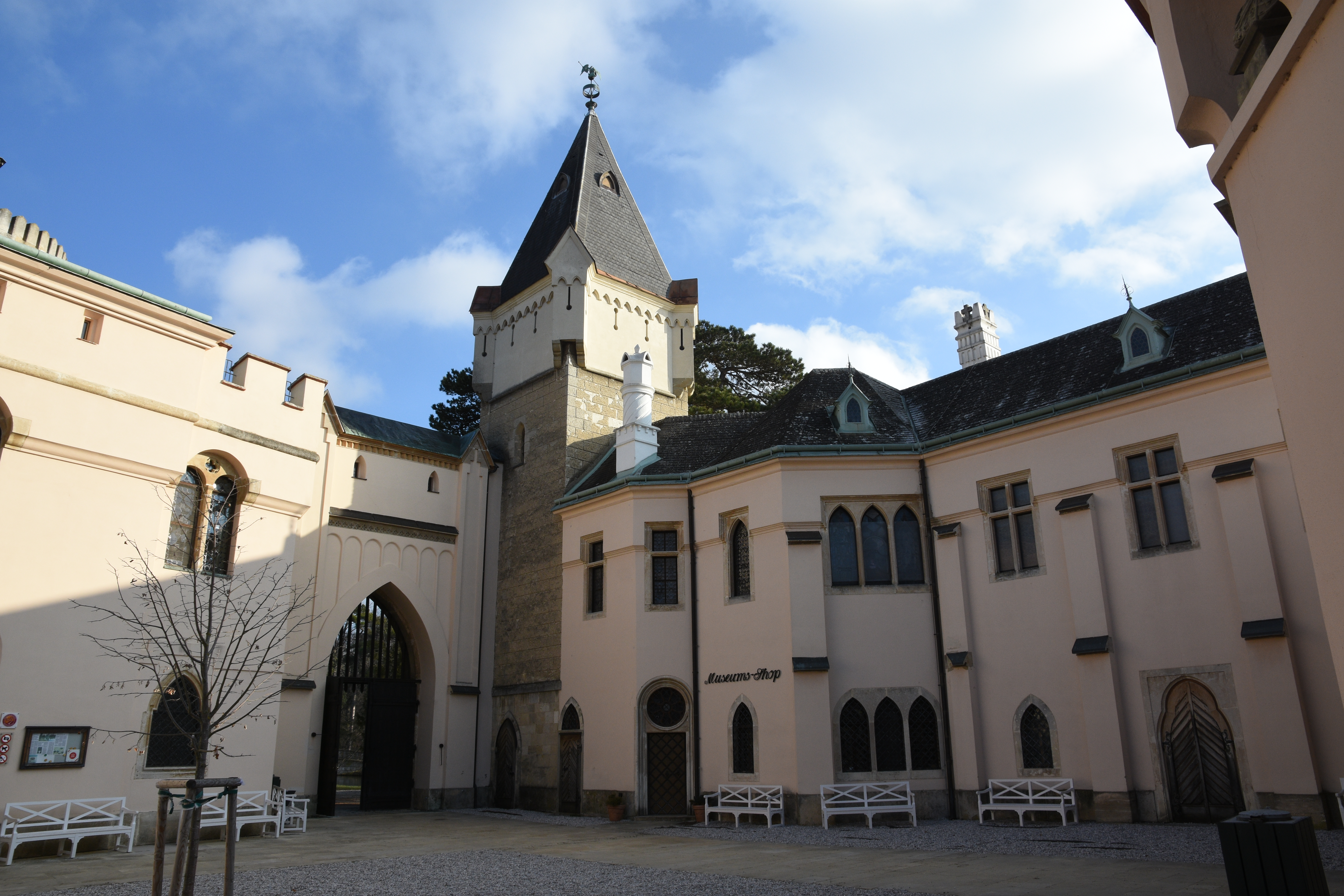
Внутренний двор замка
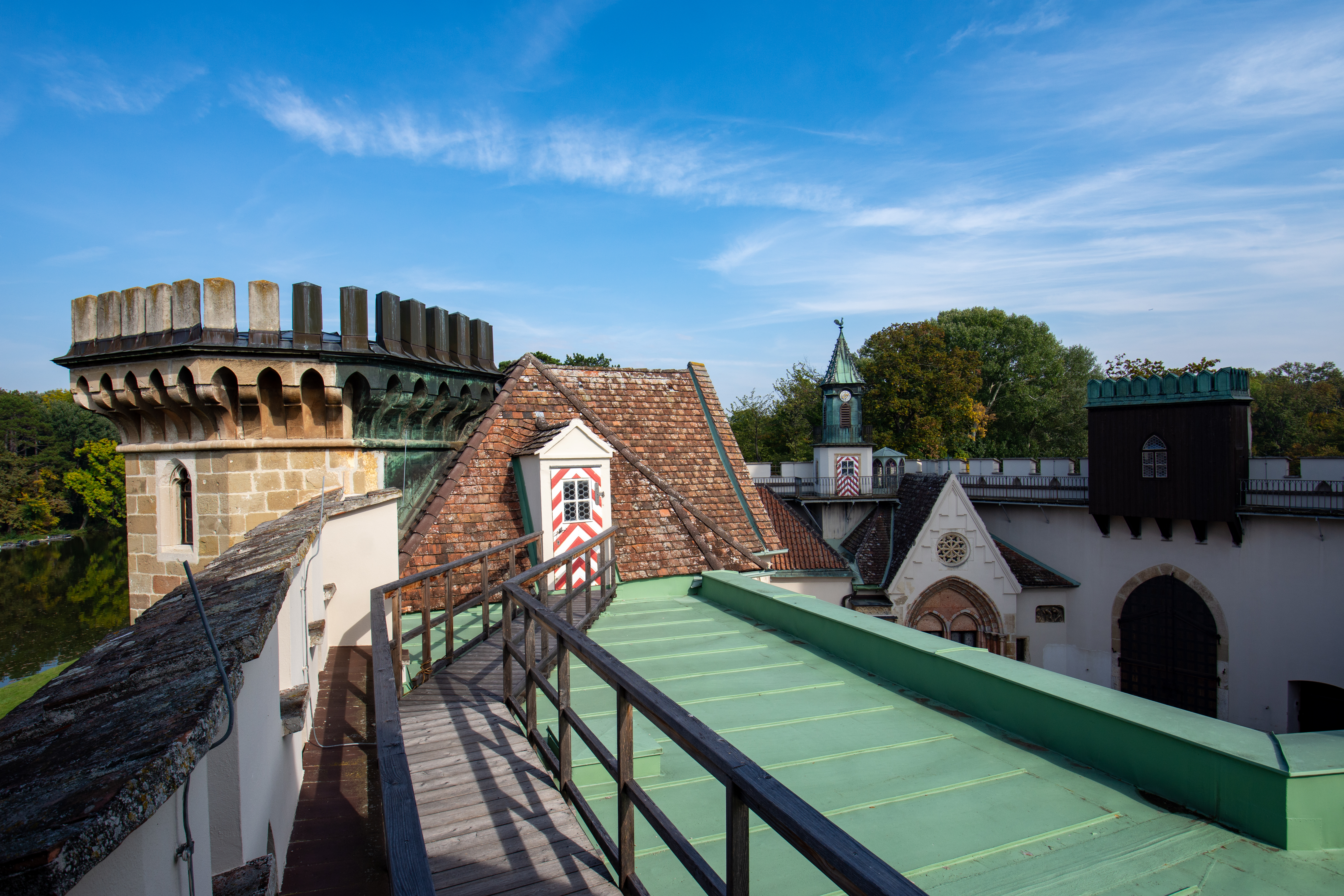
Смотровая площадка на крыше